# カール・フリードリヒ・キールマイヤー

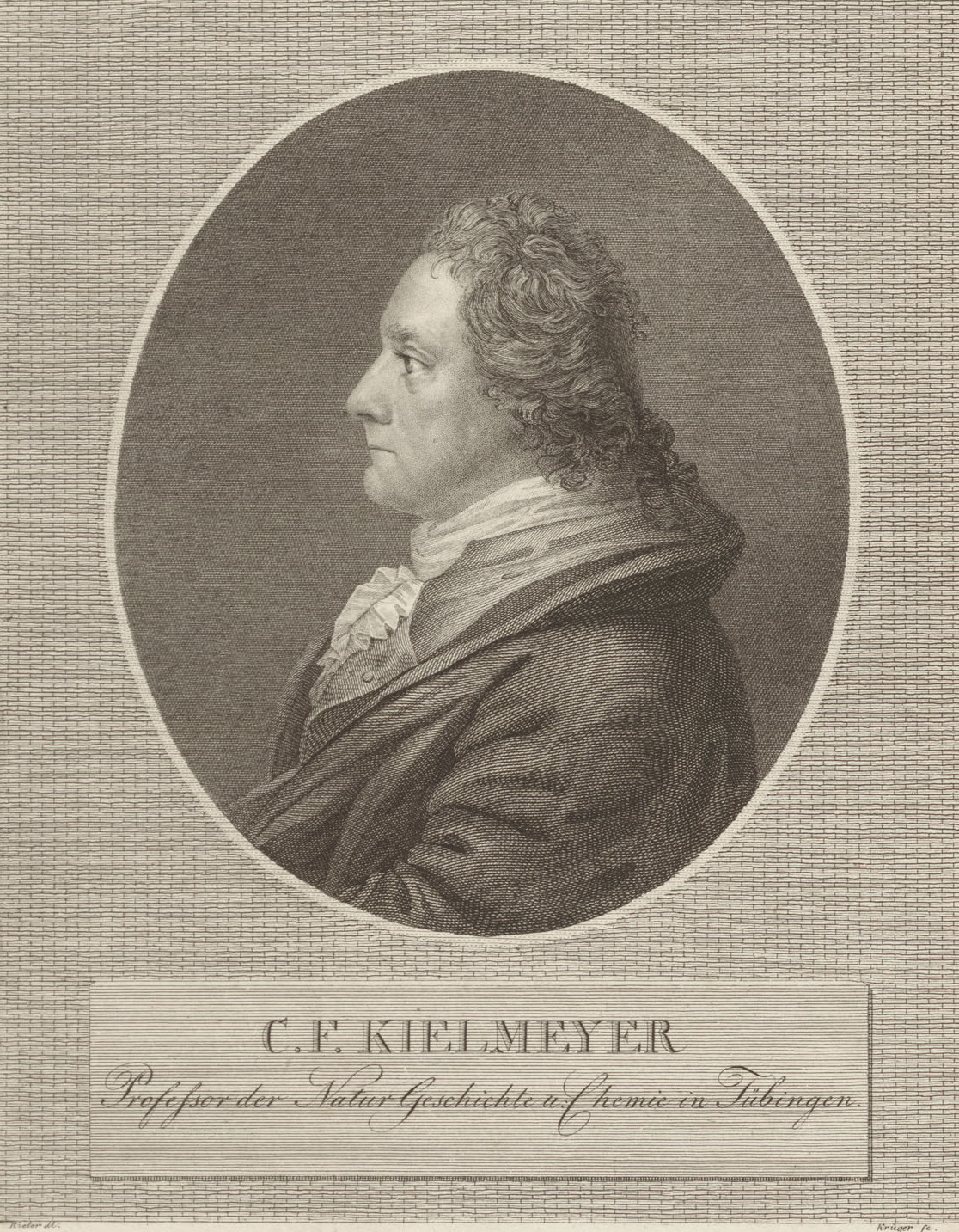
カール・フリードリッヒ・キールマイヤー

カール・フリードリッヒ・キールマイヤー（Carl Friedrich Kielmeyer、1765年10月22日 - 1844年9月24日）は、ドイツの生物学者である。ホーエン・カールス・シューレ（Hohen Karlsschule）で教え、ジョルジュ・キュヴィエらに影響を与えた。

## 生涯
バーデン＝ヴュルテンベルク州のバーベンハウゼン（Bebenhausen）に生まれた。シュトゥットガルトのホーエン・カールス・シューレで学んだ。この学校は士官学校を起源とし、文官のための教育も行うようになった学校で厳しい教育で知られる学校である。1786年に卒業し、母校で教えながら、ゲッティンゲン大学で、ヨハン・フリードリヒ・ブルーメンバッハ、ゲオルク・クリストフ・リヒテンベルク、ヨハン・フリードリヒ・グメリンらに学んだ。1790年にホーエン・カールス・シューレの動物学の教授になり自然史コレクションの学芸員となった。1792年にシュトゥットガルトの化学の教授になり、1796年にホーエン・カールス・シューレが閉鎖されるとテュービンゲン大学の化学と植物学の教授に任命された。1816年にシュトゥットガルトに戻り、自然史コレクションの館長になった。1808年などに十字章を叙勲した。
ホーエン・カールス・シューレの教師として、ジョルジュ・キュヴィエと親しく交流し、キュヴィエの研究を助けた。ドイツの自然哲学派の先駆者の一人で、生物をすべて共通の根源から展開したみる立場から、比較解剖学の研究を重視した。進化論の先駆ともいえるこの考え方は、キールマイヤーの講義で示されたが自ら出版するころはなかった、

## 著作
- Ueber die Verhältniße der organischen Kräfte unter einander in der Reihe der verschieden Organisationen, Stuttgart 1793